# Festuca plicata
Festuca plicata är en gräsart som beskrevs av Eduard Hackel. Festuca plicata ingår i släktet svinglar, och familjen gräs. Inga underarter finns listade i Catalogue of Life.